# Clitorine
Clitorine est une légende urbaine francophone d'après laquelle des parents auraient prénommé leur fille « Clitorine », en référence au clitoris. Bien que ce cas soit souvent cité pour illustrer un prétendu laxisme dans le contrôle de l'attribution des prénoms, il ne semble pas exister sauf en fiction,.

## Origine
La rumeur circule au moins depuis 2004. Elle se propage via des témoignages souvent indirects et qui ne précisent ni le lieu ni la date de la naissance. En France, aucun acte d'état civil ne mentionne de Clitorine, et aucune personne portant ce prénom, y compris de manière usuelle, ne s'est jamais manifestée. Malgré son absence de fondement, cette légende continue d'être relayée abondamment, soutenue par un biais d'appel à la popularité : si autant de gens la relaient, la légende doit être vraie. Pour le sociologue Baptiste Coulmont, ce prénom fictif a même une fonction sociale : dans les conversations, il peut être utilisé comme un repoussoir sans risque de vexer un interlocuteur, car il n'est du goût de personne. 
Lorsque des articles citent une source à l'appui de l'existence de Clitorine,, ils se réfèrent souvent à L'anti-guide des prénoms, un ouvrage qui recense les prénoms les plus improbables. En réalité, ce livre, dont les auteurs vérifient l'authenticité des prénoms qui leur sont signalés, explique justement que Clitorine est une légende urbaine.
De plus, aucun enfant ne porte ce prénom dans le Fichier des prénoms de l'Insee.
Il se peut cependant que des parents tentent, et normalement se voient refuser, de prénommer ainsi un enfant.

## Personnages de fiction
- Clitorine, personnage de l'émission Le Grand Cactus.
- Clytorine, héroïne de livres pornographiques écrits par Sylvie Stéphane[2] dans les années 1970.